# Chloroclystis kumakurai
Chloroclystis kumakurai är en fjärilsart som beskrevs av Inoue 1958. Chloroclystis kumakurai ingår i släktet Chloroclystis och familjen mätare. Inga underarter finns listade i Catalogue of Life.